# Hypha bombycina
Hypha bombycina Persoon, 1822 è un fungo ascomicete appartenente al genere Hypha.
È costituito da filamenti lunghi e sottili, di colore bianco e dall'aspetto cotonoso, dalla consistenza molle.

## Le proprietà mummificanti

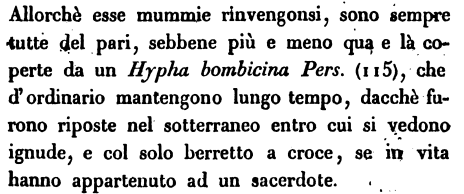
Estratto da "Sulle Mummie di Venzone", 1831

In seguito ad uno studio condotto dal dottor Francesco Maria Marcolini, nel 1830, questa è considerata come uno dei fattori che hanno consentito la mummificazione delle Mummie di Venzone.
Anche nella Chiesa dei Morti di Urbania si ipotizza che sia avvenuta la mummificazione grazie al fungo, anche se studi appositi non sono mai stati eseguiti.

## Tassonomia
L'epiteto specifico tombicina compare per la prima volta nel 1906, in una pubblicazione di Francesco Savorgnan di Brazzà sulla rivista Cosmos.
A questa pubblicazione venne poi fatto riferimento dal The Literary Digest, un periodico scientifico, all'interno di un articolo che parla delle Mummie di Venzone.
Probabilmente questo epiteto è stato attribuito erroneamente visto il suono simile all'epiteto corretto bombycina, spesso presente nella letteratura scientifica italiana come bombicina.